# Schwemlingen

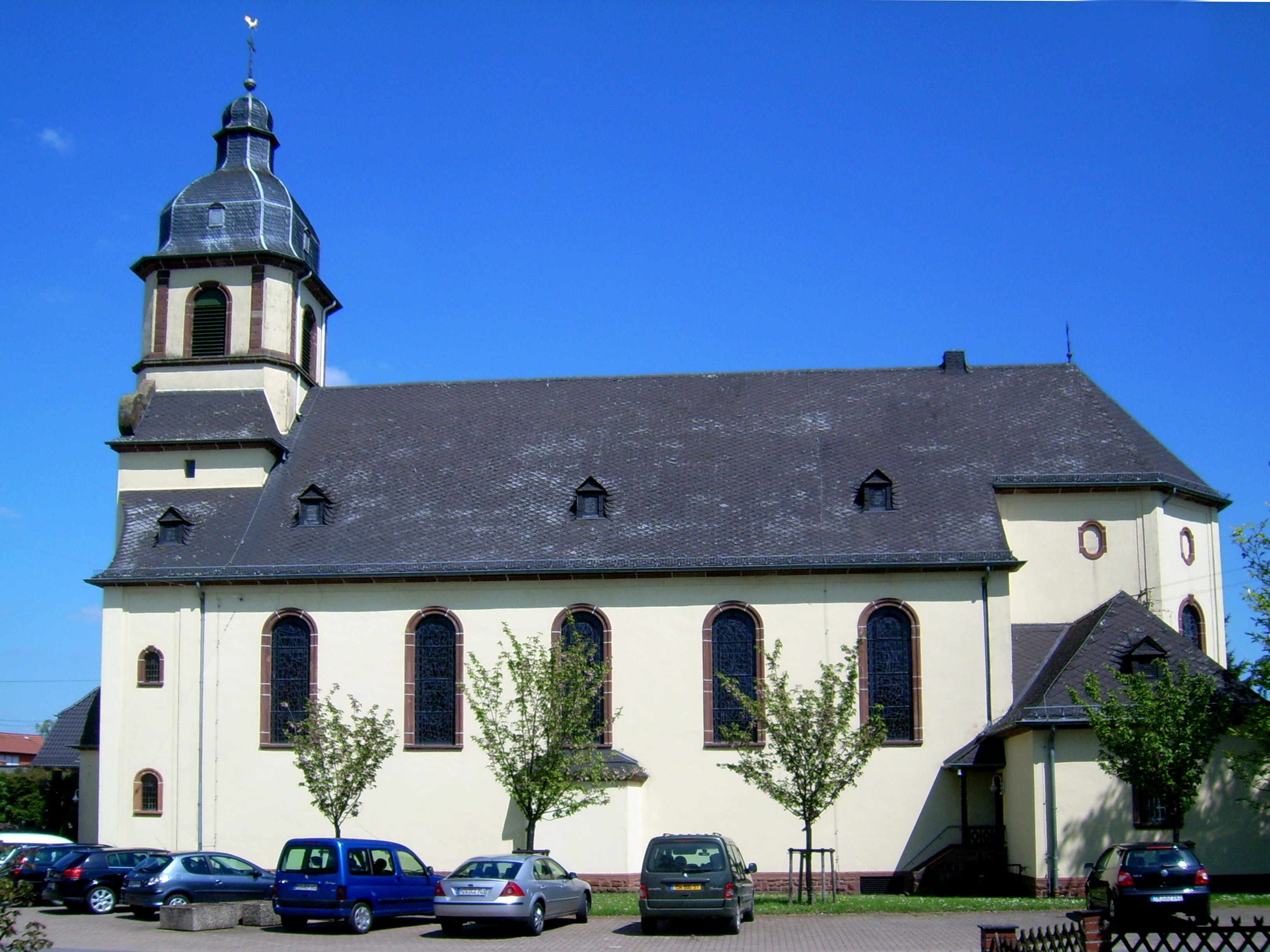
Laurentius-Kirche in Schwemlingen

Schwemlingen ist einer von 17 Stadtteilen der Stadt Merzig im Landkreis Merzig-Wadern (Saarland).

## Geschichte
Schwemlingen wurde schon zur Steinzeit besiedelt, wie der Fund eines 18 cm langen Feuersteinmessers aus dieser Zeit belegt. Erstmals urkundlich erwähnt wird es anlässlich einer Schenkung im Jahre 1150 auf einer Pergament-Rolle des Klosters Mettlach.
Schwemlingen hat sich aufgrund der Industrialisierung von einem ländlichen Bauerndorf im Ersten Weltkrieg zu einem Arbeiterdorf umgewandelt. Nach dem Zweiten Weltkrieg dehnte sich dies noch weiter aus, der ursprüngliche Stadtkern wurde in den Westen und in den Süden durch neue Wohngebiete verstärkt. Der Ostteil des Dorfes blieb jedoch bis heute noch der Kern mit dem Gewerbeteil des Dorfes.
Anlässlich der saarländischen Gemeindereform wurde die bis dahin selbständige Gemeinde Schwemlingen am 1. Januar 1974 in die Kreisstadt Merzig eingegliedert.

## Öffentliche Einrichtungen

### Kinderbetreuung
- Kindergarten, Kindertagesstätte und -krippe Schwemlingen[3]
- Grundschule Saargau[4]

### Seniorenbetreuung
- Alten- und Pflegeheim Kloster Marienau Schwemlingen[5]
- Laurentiushöhe[6]

## Politik

### Ortsrat
Die letzten Ortsratswahlen in Schwemlingen fanden im Juni 2024 statt.
| Partei | Sitze | Stimmen in Zahl | Stimmen in % |
| ------ | ----- | --------------- | ------------ |
| CDU    | 7     | 586             | 64,4 %       |
| FWM    | 4     | 323             | 35,5 %       |

## Persönlichkeiten
- Erich Kettenhofen

## Vereine
Neben der Feuerwehr Schwemlingen / Weiler, gibt es weitere Vereine: Heimatverein, Karnevalsverein, Fastnachtsumzugs-Komitee, Kirchenchor, Musikverein sowie sechs Sportvereine. Statisch gesehe ist jeder zweite Schwemlinger Mitglied in einem der örtlichen Vereine.